# Climat de Malte

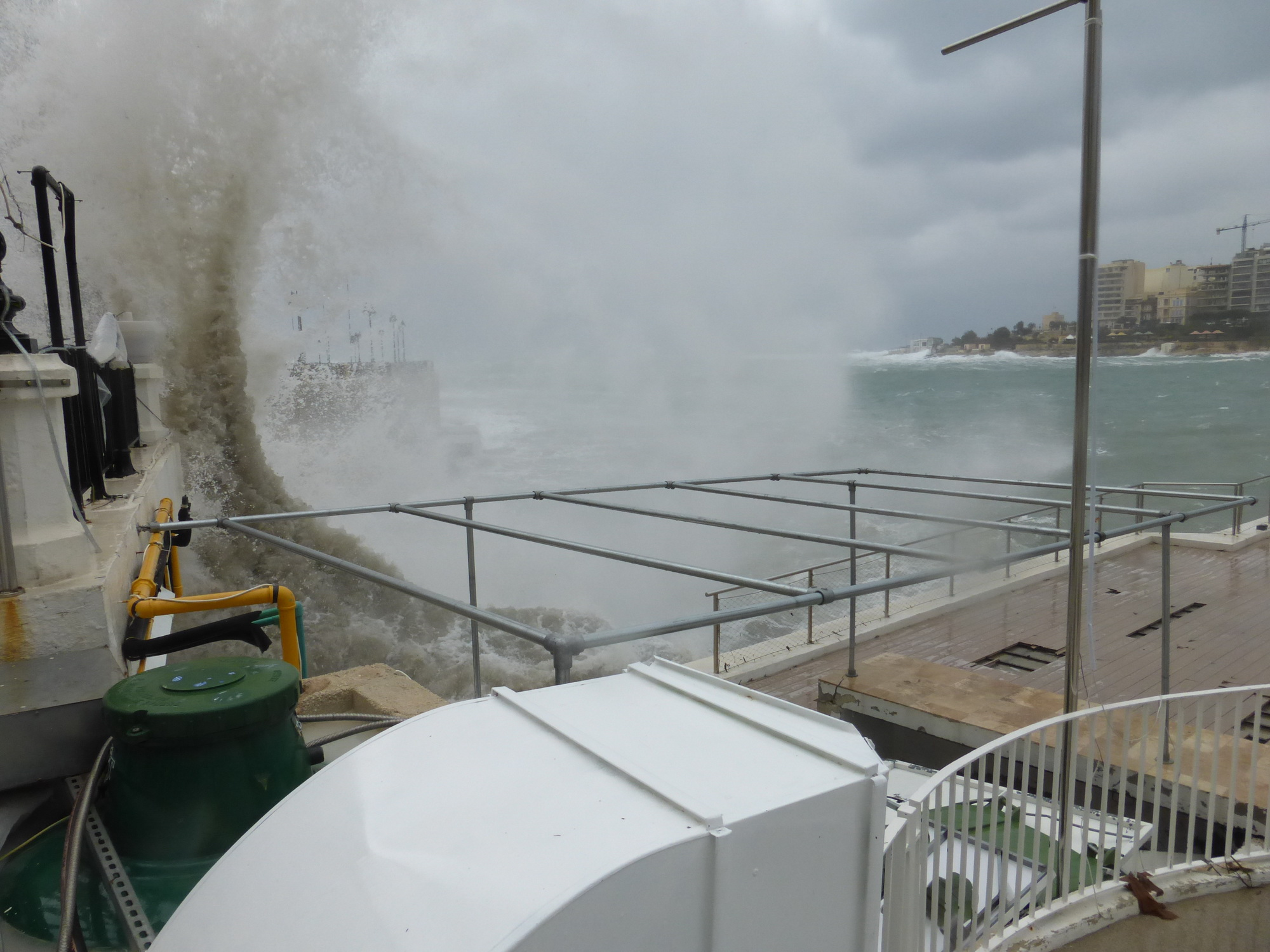
Bargeur dans la baie de Balluta à Malte

Le climat de Malte est de type méditerranéen, avec des hivers doux et pluvieux et des étés chauds et secs. On y compte en moyenne 60 jours de pluie par an.

## Données météorologiques
Le tableau ci-dessous reprend les données météorologiques de 1853 à juin 2012 pour les températures de l’air et de 1841 à juin 2012 pour les précipitations.
| Mois                                  | jan.      | fév.      | mars      | avril     | mai       | juin      | jui.      | août      | sep.      | oct.      | nov.      | déc.      | année     |
| ------------------------------------- | --------- | --------- | --------- | --------- | --------- | --------- | --------- | --------- | --------- | --------- | --------- | --------- | --------- |
| Température minimale moyenne (°C)     | 10,5      | 10,1      | 10,9      | 12,7      | 15,6      | 19,1      | 21,5      | 22,3      | 20,6      | 18,1      | 14,8      | 12        | 15,7      |
| Température moyenne (°C)              | 12,6      | 12,4      | 13,7      | 15,9      | 19,6      | 23,7      | 26,5      | 27        | 24,5      | 21,4      | 17,5      | 14,2      | 19,1      |
| Température maximale moyenne (°C)     | 15,5      | 15,5      | 17,2      | 19,7      | 24        | 28,4      | 31,4      | 31,6      | 28,4      | 24,9      | 20,5      | 17        | 22,8      |
| Record de froid (°C) date du record   | 1 1985    | 0,6 2001  | 1,4 1993  | 4,4 1956  | 7 1982    | 11 1979   | 15 1978   | 13 1981   | 12,8 1964 | 8 1978    | 6 1976    | 3,7 1988  | 0,6 2001  |
| Record de chaleur (°C) date du record | 22,2 1982 | 26,7 1960 | 33,5 2001 | 29,1 2002 | 35,3 2006 | 40,1 1997 | 42,7 1988 | 43,8 1999 | 37,4 1990 | 34,5 1999 | 28,2 1998 | 23,9 1963 | 43,8 1999 |
| Précipitations (mm)                   | 97        | 58        | 40        | 25        | 11        | 5         | 2         | 7         | 46        | 79        | 97        | 106       | 572       |
| Nombre de jours avec précipitations   | 15        | 13        | 10        | 8         | 5         | 3         | 1         | 2         | 8         | 11        | 14        | 18        | 108       |
| Humidité relative (%)                 | 77        | 76        | 77        | 75        | 72        | 67        | 66        | 70        | 74        | 78        | 76        | 77        | 74        |
| Nombre de jours avec neige            | 0,1       | 0,1       | 0,03      | 0         | 0         | 0         | 0         | 0         | 0         | 0         | 0         | 0,03      | 0,3       |
| Nombre de jours d'orage               | 3         | 3         | 1         | 1         | 1         | 1         | 0,2       | 1         | 4         | 5         | 5         | 5         | 30        |
| Nombre de jours avec brouillard       | 1         | 1         | 2         | 1         | 1         | 1         | 0,3       | 0,3       | 0,4       | 1         | 1         | 1         | 11        |

| Diagramme climatique                                  |            |            |            |          |           |           |           |            |            |            |         |
| J                                                     | F          | M          | A          | M        | J         | J         | A         | S          | O          | N          | D       |
| 15,510,597                                            | 15,510,158 | 17,210,940 | 19,712,725 | 2415,611 | 28,419,15 | 31,421,52 | 31,622,37 | 28,420,646 | 24,918,179 | 20,514,897 | 1712106 |
| Moyennes : • Temp. maxi et mini °C • Précipitation mm |            |            |            |          |           |           |           |            |            |            |         |

L'auteur anonyme de Malthe, Corse, Minorque et Gibraltar, rédigé à la fin du XVIIIe siècle, écrit à propos du climat à Malte : « Le thermomètre de Réaumur est ordinairement à Malte pendant l'été, au-dessous du 25 degrés (soit environ 31 °C), et presque jamais au-dessus du 28 (soit 35 °C). L'hiver, il est très rarement au-dessous de 8 degrés (soit 10 °C) sur le point de congélation ».